# József Bánás
József Bánás (ur. 5 lutego 1894 w Cífrze, zm. 3 marca 1973 w Aronie) – węgierski piłkarz i trener piłkarski.
József Bánás urodził się w miejscowości Cífer (obecnie leżącej na Słowacji). Karierę piłkarską rozpoczął w klubach z Budapesztu: Ferencvárosi i Vasas SC. W 1919 roku trafił do Teplitzera. W klubie z Cieplic spędził pięć lat. Mając 30 lat Bánás trafił do AC Milan, gdzie po dwóch latach z powodu kontuzji kolana zakończył karierę.
József Bánás przez wiele lat był trenerem włoskich klubów. Najdłużej pracował z US Cremonese i AC Milan. Był również skautem w klubie z Mediolanu. Sprowadził do Milanu m.in. Ezio Loika i Nereo Rocco. Wypromował również Sandro Salvadore, Giovanniego Trapattoniego i Lugiego Radice.